# مايك ويب (صحفي)
مايك ويب (بالإنجليزية: Mike Webb)‏ هو صحفي أمريكي، ولد في 4 سبتمبر 1955، وتوفي في 14 أبريل 2007.